# Хоркофф, Шон
Шон Хоркофф (англ. Shawn Horcoff; 17 сентября 1978, Трейл, Британская Колумбия, Канада) — бывший профессиональный канадский хоккеист, выступал на позиции нападающего. Выступает на позиции центрального нападающего. Двукратный чемпион мира по хоккею в составе сборной Канады.

## Карьера

### Колледж
Шон Хоркофф начинал свою карьеру в команде Университета штата Мичиган в 1996 году. В своём первом сезоне в CCHA он был включён в сборную лучших новичков лиги. В следующем сезоне Хоркофф улучшил свои показатели при том, что провёл меньше игр. После двух успешных сезонов в студенческой команде в 1998 году выставил свою кандидатуру на драфт НХЛ, где был выбран под 99-м номером клубом «Эдмонтон Ойлерз».
В сезоне 1999/2000 установил личный рекорд по голам, передачам и очкам за свою студенческую карьеру, во второй раз попал в сборную всех звёзд лиги, был назван лучшим игроком лиги. Номинировался на «Хоби Бейкер Авард» — награду, вручаемую лучшему хоккеисту среди студентов.
В университете Хоркофф изучал финансы и математику. Перед тем как стать профессиональным хоккеистом, он получил учёную степень.

### НХЛ

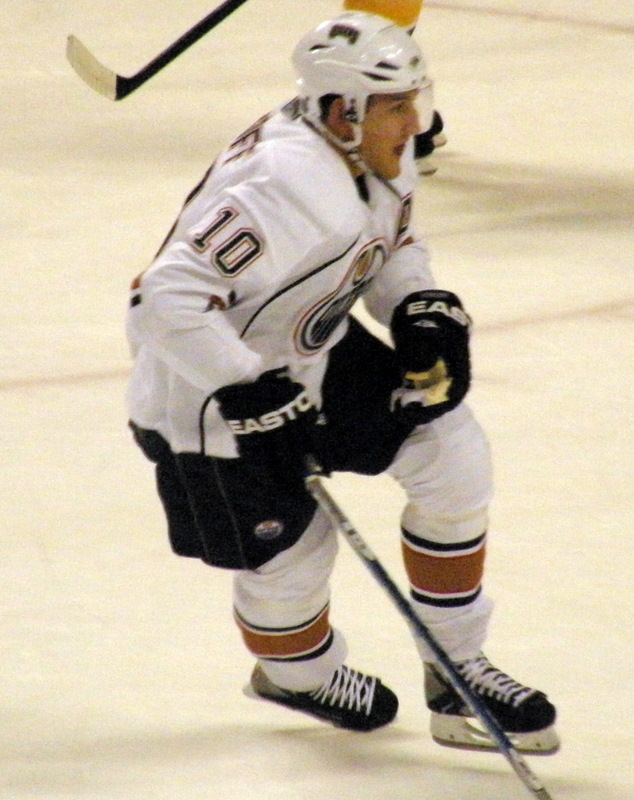
Шон Хоркофф в составе «Эдмонтон Ойлерз» в 2009 году

Сезон 2000/2001 Шон Хоркофф начал в фарм-клубе «Эдмонтона» «Гамильтон Булдогс», выступающем в АХЛ. В ноябре 2000 года стал новичком месяца в АХЛ. 4 декабря 2000 года «Эдмонтон» заявил Хоркоффа для участия в НХЛ. 13 декабря 2000 года в матче против «Даллас Старз» он забил свой первый в НХЛ гол. Остаток сезона он доиграл уже в НХЛ, принял участие в 5 играх плей-офф.
В сезоне 2001/2002 Хоркофф провёл свою сотую игру в НХЛ. Провёл почти весь сезон в «Эдмонтоне», сыграл 2 игры за «Гамильтон Булдогс». В сезоне 2002/2003 Хоркофф закрепился в «Эдмонтоне», принял участие в матче молодых звёзд НХЛ 2003. В сезоне сезоне 2003/2004 установил личный рекорд по очкам в НХЛ.
Во время локаута в НХЛ играл за шведский клуб «Мура» в Шведской элитной серии. В сезоне 2005/2006 вернулся в «Эдмонтон». 18 ноября 2005 года в матче против «Детройт Ред Уингз» в третьем периоде отдал 4 результативные передачи, тем самым побив рекорд Уэйна Грецки по очкам за один период.

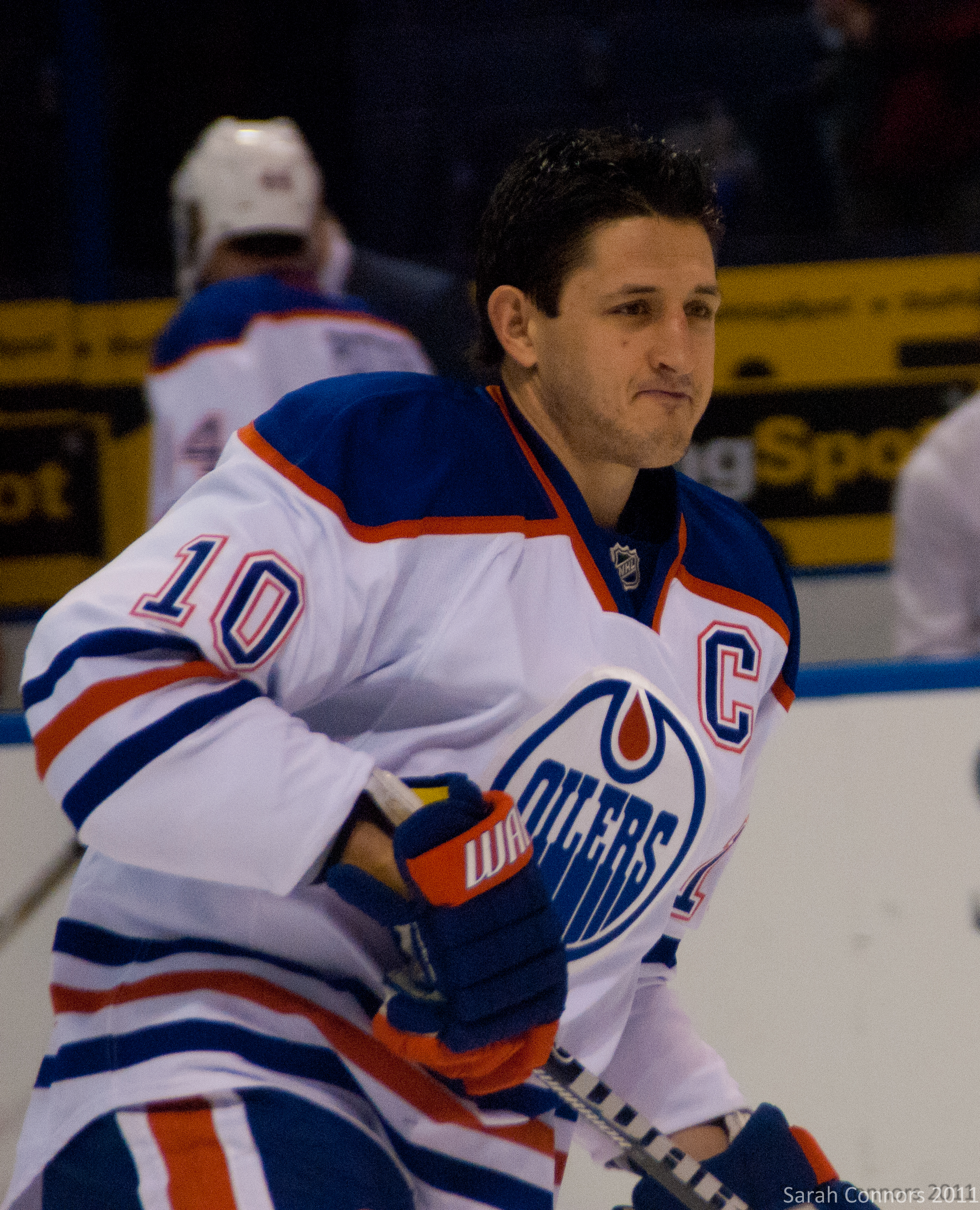
Хоркофф в 2012 году

10 января 2006 года в матче против «Питсбург Пингвинз» Хоркофф оформил свой первый хет-трик в карьере в НХЛ.
В сезоне 2005/2006 «Эдмонтон» вышел в финал Кубка Стэнли, где в 7 матчах уступил «Каролине Харрикейнз». В плей-офф Хоркофф набрал 19 очков (7 голов и 12 передач).
В июле 2006 года Хоркофф подписал с «Эдмонтоном» трёхлетний контракт.
16 июля 2008 года Хоркофф подписал с «Эдмонтоном» шестилетний контракт на сумму 33 миллиона долларов.
6 октября 2010 года назначен капитаном «Эдмонтон Ойлерс».
3 марта 2011 года Хоркофф в матче против «Коламбус Блю Джекетс» набрал 400-е очко в НХЛ.
4 июля 2013 года обменян в Даллас Старз на защитника Филипа Ларсена и право выбора в седьмом раунде драфта 2016 года.
В сентябре 2016 года объявил о завершении игровой карьеры и перешёл на административную работу в «Детройт Ред Уингз».

### Сборная Канады
В составе сборной Канады Шон Хоркофф принимал участие в трёх чемпионатах мира: 2003 (чемпион), 2004 (чемпион), 2009 (серебряный призёр).

## Личная жизнь
- У Шона Хоркоффа гетерохромия — его правый глаз коричневый, а левый — зеленый.[12]
- Дружит с бейсболистом Джейсоном Бэйэм.[13]
- Женат на девушке по имени Синди с 2003 года. Пара воспитывает сына Уилла и дочь Джейд
- Родился в Трейле, но рос в городе Кастлгар (Британская Колумбия), там же посещал школу.[14]

## Статистика
| Легенда | Легенда                    | Легенда | Легенда                   | Легенда | Легенда    |
| ------- | -------------------------- | ------- | ------------------------- | ------- | ---------- |
| И       | Количество проведённых игр | Штр     | Штрафное время            | +/−     | Плюс-минус |
| Г       | Голы                       | П       | Голевые передачи          | О       | Очки       |
| -       | Статистика неизвестна      | —       | Статистика не учитывалась |         |            |